# Lev Petrovič Pitaevskij
Lev Petrovič Pitaevskij (in russo Лев Петрович Питаевский?; Saratov, 18 gennaio 1933 – Rovereto, 23 agosto 2022) è stato un fisico russo.
I suoi interessi di ricerca erano nella fisica delle basse temperature, fisica dei plasmi, meccanica quantistica, teoria dei metalli ed elettrodinamica macroscopica. A lui si deve la teoria dei superfluidi in prossimità di transizioni di fase e ha mostrato la necessità della transizione allo stato superfluido dell'elio-3 per temperature sufficientemente basse. A lui, oltre che a Evgenij Lifšic, si deve il completamento del corso di fisica teorica di Lev Davidovič Landau. Da lui prende il nome l'equazione di Gross-Pitaevskij, che descrive l'evoluzione di un gas di bosoni identici, sotto certe approssimazioni.

## Biografia
Si laureò presso l'Università di Saratov nel 1955 e subito si sottopose all'esame di minimo teorico superandolo brillantemente ed entrando quindi nel programma di dottorato di Lev Davidovič Landau presso l'istituto di problemi fisici di Mosca. Terminato il dottorato nel 1958 rimase nell'istituto come giovane ricercatore, fino ad assumere nel quadriennio 1988-1992 la direzione del dipartimento di fisica teorica. Dal 1962 insegnò presso l'istituto di fisica e tecnologia di Mosca e nel 1971 divenne professore di ruolo. Membro dell'Accademia delle Scienze dell'URSS dal 1990, dell'Accademia russa delle scienze dal 1991. Era membro dell'Istituto di problemi fisici di Mosca e, su invito del professor Sandro Stringari, dal 1998 fu professore ordinario di fisica teorica presso il dipartimento di fisica dell'Università di Trento e membro del gruppo BEC (Condensati di Bose-Einstein) del CNR-INFM di Trento.
È morto nell'agosto 2022. Dal successivo mese di novembre, gli è stato intitolato il centro BEC di Trento.

## Premi e riconoscimenti
Lev Pitaevskij è stato premiato per due volte con la medaglia d'oro Landau (la prima volta quando si chiamava ancora premio Landau): nel 1980 per le sue ricerche in fisica dei plasmi, e nel 2008 per i suoi contributi alla fisica teorica nel campo della materia condensata, e per il suo contributo al corso di fisica teorica di Landau. Nel 2018 aveva ricevuto il Premio Enrico Fermi della Società Italiana di Fisica, e nel 2021 il premio Lars Onsager dell'APS, per la teoria di Gross-Pitaevskij.